# اتفاقية منظمة الصحة العالمية الإطارية بشأن مكافحة التبغ
اتفاقية منظمة الصحة العالمية الإطارية بشأن مكافحة التبغ هي معاهدة اعتمدتها جمعية الصحة العالمية في اجتماعها السادس والخمسين في 21 مايو 2003. أصبحت الاتفاقية معاهدة منظمة الصحة العالمية الأولى المعتمدة بموجب المادة 19 من دستور منظمة الصحة العالمية. دخلت هذه المعاهدة حيز النفاذ في 27 فبراير 2005. تم توقيعها من قبل 168 بلدا وملزمة قانونا في 180 دولة مصدقة لها. هناك حاليا 16 دولة عضو في الأمم المتحدة ليست طرفا في المعاهدة (تسعة لم توقع وسبعة وقعت ولكن لم تصدق).
إطار الاتفاقية أحد أكثر المعاهدات سرعة في التصديق في تاريخ الأمم المتحدة وهي اتفاقية تسعى «لحماية الأجيال الحالية والمستقبلية من صحة مدمرة والآثار الاجتماعية والبيئية والاقتصادية لاستهلاك التبغ والتعرض لدخان التبغ» من خلال سن مجموعة من المعايير العالمية تفيد بمخاطر التبغ والحد من استخدامه بكافة أشكاله في جميع أنحاء العالم. لهذه الغاية تشمل أحكام المعاهدة القواعد التي تحكم إنتاج وبيع وتوزيع والإعلان والضرائب عن التبغ. الحد الأدنى من متطلبات الاتفاقية تشجع الدول الموقعة أن تكون أكثر صرامة في تنظيم التبغ.
الاتفاقية تمثل لحظة فاصلة بالنسبة للصحة العامة الدولية والمعاهدة لم تكن الأولى في الاعتماد بموجب مواد منظمة الصحة العالمية 19.
علاوة على ذلك يعتبر اعتماد الاتفاقية لحظة فاصلة بالنسبة للاتحاد الأوروبي. وفقا لستودلار ومامودو فمنذ اعتماد الاتفاقية الإطارية في عام 2003 فإن «السيادة المشتركة من خلال الحكم المتعدد المستويات أصبحت هي القاعدة في منطقة سياسة مكافحة التبغ في دول الاتحاد الأوروبي بما في ذلك وجود منظمة دولية واحدة تتفاوض في سياق آخر». مكافحة التبغ في جميع أنحاء العالم يشكل سابقة لمشاركة مفوضية الاتحاد الأوروبي والتفاوض في المعاهدات المتعددة الأطراف وتحديد زيادة صلاحيات وقدرات الاتحاد الأوروبي ككيان قاري.